# Halopteris liechtensternii
Halopteris liechtensternii is een hydroïdpoliep uit de familie Halopterididae. De poliep komt uit het geslacht Halopteris. Halopteris liechtensternii werd in 1890 voor het eerst wetenschappelijk beschreven door Marktanner-Turneretscher. 